# Back to Basics
Albums de Christina Aguilera
Stripped
(2002) Keeps Gettin' Better: A Decade of Hits
(2008)
Singles
1. Ain't No Other Man
Sortie : 6 juin 2006
2. Hurt
Sortie : 17 septembre 2006
3. Candyman
Sortie : 20 février 2007
4. Slow Down Baby
Sortie : 24 juillet 2007
5. Oh Mother
Sortie : 28 septembre 2007

Back To Basics est un double album de Christina Aguilera paru en 2006. Album-concept, c'est l'occasion pour la chanteuse de présenter ses influences musicales au travers de sonorités inspirées des années 1930-1940-1950 (excepté quelques anachronismes).
C'est un bilan de sa vie qui est dépeint dans les paroles des chansons. Elle y parle plus ouvertement des relations difficiles avec son père, de ses difficultés à s'investir dans une relation, des critiques.
Elle a donné plusieurs performances lives, pour promouvoir ses singles dans divers célèbres cérémonies: Ain't No Other Man au MTV Movie Awards 2006, Hurt au MTV Video Music Awards 2006 et It's Man's Man's Man's World au Grammy Awards 2007.

## Titres
- CD 1 :

| No  | Titre                                     | Durée |
| --- | ----------------------------------------- | ----- |
| 1.  | Intro (Back to Basics)                    |       |
| 2.  | Makes Me Wanna Pray (feat. Steve Winwood) |       |
| 3.  | Back In The Day                           |       |
| 4.  | Ain't No Other Man                        |       |
| 5.  | Understand                                |       |
| 6.  | Slow Down Baby                            |       |
| 7.  | Oh Mother                                 |       |
| 8.  | F.U.S.S.                                  |       |
| 9.  | On Our Way                                |       |
| 10. | Without You                               |       |
| 11. | Still Dirrty                              |       |
| 12. | Here to Stay                              |       |
| 13. | Thank You (Dedication to Fans...)         |       |

- CD 2 :

| No  | Titre                              | Durée |
| --- | ---------------------------------- | ----- |
| 1.  | Enter The Circus                   |       |
| 2.  | Welcome                            |       |
| 3.  | Candyman                           |       |
| 4.  | Nasty Naughty Boy                  |       |
| 5.  | I Got Trouble                      |       |
| 6.  | Hurt                               |       |
| 7.  | Mercy On Me                        |       |
| 8.  | Save Me from Myself                |       |
| 9.  | The Right Man                      |       |
| 10. | Back To Basics (Vidéo - Making Of) |       |

## Singles extraits
Pour lancer l'album, Christina Aguilera sort Ain't No Other Man un titre aux sonorités jazz. Ensuite elle sort Hurt, une ballade où la chanteuse parle de la perte d'un proche. La chanson est écrite par l'artiste elle-même et de son producteur Linda Perry. Ce single est suivi par Candyman, un style rétro, jazz, swing (la chanteuse fait montre de ses grandes capacités vocales vers la fin du titre).
En quatrième extraits, la chanteuse sort la ballade Oh Mother seulement pour l'Allemagne et l'Autriche, il s'agit d'un remix du thème principal du film Les Choristes et la chanson Slow Down Baby au style r&b fait office de 4e single uniquement en Australie. La promotion de ses 2 derniers singles fut annulé dans plusieurs pays (à cause de la grossesse de Christina) et n'ont pas de clips. Oh Mother bénéficie néanmoins d'un vidéo clip extrait du concert Back to Basics: Live Down Under. Christina publie la ballade acoustique Save Me from Myself en tant que 5e singles. La vidéo contient entre autres des extraits inédits et personnels de son mariage. Dans cette chanson, elle chante doucement accompagnée d'une guitare.L'album est divisé en 2 CD : Le premier dans un milieu blues, jazz, old-school, r&b et le deuxième dans le milieu du monde burlesque du cirque.

## Autres Chansons
Elle fait également la promotion en live des titres Makes Me Wanna Pray, Understand et Here to Stay, cette dernière sert de générique pour une publicité de Pepsi.

## Réception
D'un point de vue général, Back to Basics, est considéré comme son meilleur album pour le moment avec une note de 69/100 selon le site metacritic établi d'après 17 examens positifs. Quand le magazine Entertainment Weekly a publié leur classement des 100 meilleurs albums de ces 25 dernières années, Back to Basics s'est classé no 80 sur 100.

## Nominations et Récompenses
2006
| Cérémonies          | Récompenses                | Résultats |
| ------------------- | -------------------------- | --------- |
| iTunes              | Best Pop Album of the Year | Gagné     |
| Z100's Music Awards | Best Album                 | Gagné     |

2007
| Cérémonies          | Récompenses                       | Résultats |
| ------------------- | --------------------------------- | --------- |
| Grammy Awards       | Best Pop Vocal Album              | Nommé     |
| Grammy Awards       | Best Pop Female Vocal Performance | Gagné     |
| Brit Awards         | Best International Female         | Nommé     |
| Daily Mirror London | Best Album of the Year            | Gagné     |
| NRJ Music Awards,   | Best International Album          | Gagné     |
| NRJ Music Awards,   | Best International Female Artist  | Gagné     |

## Charts
| Chart (2006)                          | Providers                          | Peak position | Certification | Sales                               |
| ------------------------------------- | ---------------------------------- | ------------- | ------------- | ----------------------------------- |
| The Billboard 200 (U.S.)              | Billboard                          | 1             | 2 × Platine   | 2 023 514                           |
| Billboard Comprehensive Albums (U.S.) | Billboard                          | 1             |               |                                     |
| Billboard Digital Albums (U.S.)       | Billboard                          | 1             |               |                                     |
| Billboard Internet Albums (U.S.)      | Billboard                          | 1             |               |                                     |
| Billboard R&B/Hip-Hop Albums (U.S.)   | Billboard                          | 2             |               |                                     |
| The Official UK Album Chart           | BPI/The Official UK Charts Company | 1             | Platine       | 550,000+                            |
| The Official UK Urban Album Chart     | BPI/The Official UK Charts Company | 1             |               |                                     |
| Argentian Album Chart                 | CAPIF                              | 3             |               |                                     |
| Australian Album Chart                | ARIA                               | 1             | Platine       | >150,000 (shipped) >140,000 (sales) |
| Austrian Album Chart                  | Media Control Europe               | 1             |               |                                     |
| Belgian Album Chart                   | Ultratop / Nielsen                 | 2             | Argent        | 50,000 (shipped)                    |
| Canadian Album Chart                  | Nielsen Soundscan                  | 1             | 3 × Platine   | 300,000                             |
| Czech Album Chart                     | IFPI                               | 4             |               |                                     |
| Danish Album Chart                    | IFPI / Nielsen                     | 2             |               |                                     |
| Dutch Album Chart                     | Mega Charts BV                     | 1             |               |                                     |
| Estonian Album Chart                  | Pedrobeat                          | 2             |               |                                     |
| Finnish Album Chart                   | GLF                                | 6             |               |                                     |
| French Album Chart                    | SNEP/IFOP                          | 10            | Or            | 130,000                             |
| German Album Chart                    | Media Control                      | 1             | Argent        | 200,000                             |
| Greek International Album Chart       | IFPI                               | 2             |               |                                     |
| Hungarian Top 40 Album Chart          | MAHASZ                             | 3             |               |                                     |
| Irish Album Chart                     | IRMA                               | 1             |               |                                     |
| Israeli Album Chart                   | MusicaNeto                         | 8             |               |                                     |
| Italian Album Chart                   | FIMI/Nielsen                       | 3             | Platine       | 80,000+                             |
| Japanese Album Chart                  | Oricon                             | 7             |               |                                     |
| 100,000                               |                                    |               |               |                                     |
| Polish Album Chart                    | ZPAV                               | 9             | Argent        | 50,000+                             |
| Korean Album Chart                    |                                    |               |               |                                     |
| 1                                     |                                    |               |               |                                     |
| Mexican Album Chart                   | AMPROFON                           | 3             | Argent        | 85,000+                             |
| New Zealand Album Chart               | RIANZ                              | 2             | Argent        | 15,000+ (Shipped)                   |
| Norwegian Album Chart                 | VG Nett                            | 4             |               |                                     |
| Philippine Pop Album Chart            | PRIMA                              | 1             |               |                                     |
| Portuguese Album Chart                | AFP/Nielsen                        | 26            |               |                                     |
| Russian Album Chart                   | unknown                            | 1             | Platine       | 100,000+                            |
| Singapore Album Chart                 |                                    |               |               |                                     |
| 1                                     |                                    |               |               |                                     |
| Spanish Album Chart                   | Promusicae/Media Control           | 5             | Argent        | 40,000+                             |
| Swedish Album Chart                   | GLF                                | 2             |               |                                     |
| Swiss Album Chart                     | Media Control Europe               | 1             | Argent        | 60,000+                             |
| Taiwanese Album Chart                 | G-MUSIC                            | 1             |               |                                     |
| Thailand Album Chart                  |                                    |               |               |                                     |
| 1                                     |                                    |               |               |                                     |
| Welsh Album Chart                     | BBC                                | 1             |               |                                     |
| United World Chart (Worldwide Sales)  | Media traffic                      | 1             | n/a           | 5,5 millions                        |